# TV.com
TV.com is een voormalige website opgericht door CNET Networks en in handen van CBS Interactive. De website ging op 1 juni 2005 van start na de opkoop en als vervanger van de website TV Tome. Op 28 juni 2021 hield de website op te bestaan.

## Over de website
De website bevatte informatie over voornamelijk televisieseries en -films, acteurs en personages. Alleen Engelstalige series uit de Verenigde Staten, Canada, het Verenigd Koninkrijk, Ierland, Australië en Japan werden vermeld op de site. Naast deze informatie bevatte TV.com ook nieuws over aanstaande films, recensies, foto's, trailers en televisielijsten.